# Notamacropus
Notamacropus là một chi thú có túi nhỏ trong  Họ Chân to, thường được gọi là chuột túi wallaby (trong số các loài khác).
Vào năm 2019, đánh giá lại phân loại Họ Chân to đã xác định rằng Notamacropus và Osphranter, trước đây được coi là phân hệ con của Macropus, nên được chuyển sang cấp độ chi riêng. Thay đổi này đã được Thư mục động vật Úc (Australian Faunal Directory) chấp nhận vào năm 2020.

## Species
| Hình ảnh | Tên khoa học             | Phân bổ |
| -------- | ------------------------ | ------- |
|          | Notamacropus agilis      |         |
|          | Notamacropus dorsalis    |         |
|          | Notamacropus parma       |         |
|          | Notamacropus rufogriseus |         |
|          | Notamacropus eugenii     |         |
|          | Notamacropus irma        |         |
|          | Notamacropus parryi      |         |
|          | † Notamacropus greyi     |         |